# Campeonato Esloveno de Futebol de 2008-09
O Campeonato Esloveno de Futebol de 2008-09, oficialmente em Língua eslovena e por questões de patrocínio "Telekom Slovenije Liga 08/09", (organizado pela Associação de Futebol da Eslovênia) foi a 18º edição do campeonato do futebol de Eslovênia. Os clubes jogavam em turno e returno - duas vezes. O campeão se classificava para a Liga dos Campeões da UEFA de 2009–10 e o vice e o terceiro se classificavam para a Liga Europa da UEFA de 2009–10. O último colocado era rebaixado para o Campeonato Esloveno de Futebol de 2009-10 - Segunda Divisão. O penúltimo jogava playoffs com o vice campeão do ascenso.

## Participantes
| Equipe     | Cidade      | Região            | No ano anterior                                                                                     | Estádio                         | Capacidade | Títulos                                                              | Participações |
| ---------- | ----------- | ----------------- | --------------------------------------------------------------------------------------------------- | ------------------------------- | ---------- | -------------------------------------------------------------------- | ------------- |
| Celje      | Celje       | Savinjska         | Oitavo Lugar                                                                                        | Estádio Skalna Klet             | 2.500      | 0 (não possui)                                                       | 18            |
| Gorica     | Nova Gorica | Goriška           | Terceiro Lugar                                                                                      | Parque Desportivo Gorica        | 3.066      | 4 (1995-96, 2003-04, 2004-05, 2005-06)                               | 18            |
| Maribor    | Maribor     | Podravska         | Quarto Lugar                                                                                        | Estádio Ljudski vrt             | 12.435     | 7 (1996-97, 1997-98, 1998-99, 1999-2000, 2000-01, 2001-02, 2002-03)) | 17            |
| Primorje   | Ajdovščina  | Goriška           | Sexto Lugar                                                                                         | Estádio Municipal de Ajdovščina | 1.630      | 0 (não possui)                                                       | 17            |
| Koper      | Koper       | Litoral-Kras      | Vice Campeão                                                                                        | Estádio Bonifika                | 4.047      | 0 (não possui)                                                       | 15            |
| Domžale    | Domžale     | Eslovénia Central | Campeão                                                                                             | Parque Desportivo Domžale       | 3.212      | 2 (2006-07, 2007-08)                                                 | 10            |
| Drava      | Ptuj        | Podravska         | Ganhador dos playoffs contra clube pelo Campeonato Esloveno de Futebol de 2007-08 - Segunda Divisão | Estádio Municipal de Ptuj       | 1.592      | 0 (não possui)                                                       | 6             |
| Nafta      | Lendava     | Pomurska          | Sétimo Lugar                                                                                        | Parque Desportivo Lendava       | 2.000      | 0 (não possui)                                                       | 6             |
| Interblock | Liubliana   | Eslovénia Central | Quinto Lugar                                                                                        | Parque Desportivo Štefan Bele   | 500        | 0 (não possui)                                                       | 3             |
| Rudar      | Velenje     | Savinjska         | Acesso pelo Campeonato Esloveno de Futebol de 2007-08 - Segunda Divisão                             | Estádio Municipal Ob Jezeru     | 1.400      | 0 (não possui)                                                       | 14            |

## Campeão
| Campeão Esloveno 2008-09              |
| ------------------------------------- |
| Maribor (Maribor) (8º título) Campeão |